# Rai Kids
Rai Kids, precedentemente conosciuta come Rai Ragazzi, è una Direzione di Genere della Rai nata il 27 aprile 2010, con sede a Roma.
Si occupa dell'offerta Rai per bambini e ragazzi e gestisce i due canali digitali gratuiti Rai Gulp e Rai Yoyo.
La Direzione di Genere è diretta da Roberto Genovesi.

## Storia
Da giugno 2017 è confluita in Rai Ragazzi anche la struttura di produzione di cartoni animati e serie TV per ragazzi che in precedenza faceva parte di Rai Fiction. Tramite Rai Ragazzi, la Rai è il principale editore italiano di contenuti audiovisivi per l'infanzia e uno dei principali in Europa, ha favorito con un budget dedicato la nascita in Italia di un'industria di produzione di cartoni animati indirizzati esclusivamente ad un target di pubblico di bambini in età scolare e pre-scolare ed è divenuta il motore delle principali società e studi italiani di animazione televisiva, come ad esempio la Rainbow con la serie animata Winx Club.
Sotto la direzione di Massimo Liofredi i due canali per i ragazzi della Rai subiscono una profonda trasformazione e un notevole incremento di ascolti. In particolare Rai Yoyo risulta il canale più visto nell'intera giornata fra i canali tematici Rai e nei confronti dei competitor su ogni piattaforma televisiva, con uno share medio dell'1.85% e 170.000 ascoltatori e, arrivando ad essere dalle 8.45 e alle 10.15, quello con il più alto numero di share 8.38 e 372.000 telespettatori, mentre anche l'altro canale, Rai Gulp, continua a registrare una crescita costante di ascolto. Questo grazie al grande lavoro effettuato sul palinsesto estivo nell'arricchimento dell'offerta con la selezione e l'inserimento dei migliori prodotti di acquisto e di produzione per il target dei Canali, oltre, ad una sempre maggiore presenza sul web. Grazie a questi risultati la direzione Rai Ragazzi e Liofredi hanno ottenuto diversi e importanti riconoscimenti, tra cui l'Eutelsat Awards 2014 (categoria bambini) per il canale Rai Yoyo e, nel 2005, il Premio Speciale "Lo Zecchino d'oro" consegnato dall'Antoniano di Bologna a Liofredi per "la passione con cui per sette anni è stato al nostro fianco nella realizzazione e nella promozione dello Zecchino d'Oro e per la fiducia e la rilevanza che continua ad assegnare alla nostre produzioni televisive e ai nostri cartoni animati, rendendosi in prima persona portatore dei valori che contraddistinguono da sempre il nostro operato".
Al magazine #Explorers, in cui dei ragazzi raccontano direttamente le loro città, hanno partecipato anche giovani insigniti dal Presidente della Repubblica Sergio Mattarella con il titolo di Alfiere della Repubblica.
Tra il 2019 e il 2020, Rai Ragazzi co-produce con KR1 i programmi Missione Spazio Reloaded e Space to Ground entrambi con Linda Raimondo, docu-drama sul mondo dell'esplorazione spaziale che vede tra gli altri la partecipazione di astronauti italiani fra i quali Luca Parmitano con clip girate all'interno della Stazione spaziale internazionale da Parmitano stesso. Questi programmi si inseriscono nel solco tracciato da Gulp Extra il nuovo contenitore televisivo documentaristico sul mondo della scienza e dello spazio di Rai Gulp erede a sua volta del magazine Extra andato in onda dal 2016 al 2017 e nel filone di nuovi programmi per giovani come ad esempio Rob-O-Cod, quest'ultimo prodotto in collaborazione con Rai CRITS.
Dal 2022, in seguito a una riorganizzazione dell'assetto societario e il debutto delle direzioni di genere, Rai Ragazzi diventa Rai Kids sotto la direzione di Luca Milano.
Durante il Lucca Comics & Games 2022 viene presentata la nuova serie animata Dragonero. I Paladini, facente parte dell'Universo cinematografico Bonelli, tratta dal fumetto Dragonero Adventures (prequel per ragazzi del fumetto Dragonero) e prodotta da Rai Kids, PowerKids e NexusTV.
Dall'aprile 2025 diventa direttore Roberto Genovesi, già Direttore di Rai Libri e direttore artistico di Cartoons on the Bay, il festival internazionale dell'animazione televisiva e transmediale.

## Direttori
- Gianfranco Noferi (2010-2011) (interim)
- Massimo Liofredi (2011-2017)
- Luca Milano (2017-2025)
- Roberto Genovesi (2025-)

## Produzioni televisive

### Cartoni animati
- 44 gatti (2018)
- Leo da Vinci (2019)
- Topo Gigio (2020)
- Lampadino e Caramella nel MagiRegno degli Zampa (2020)
- Francesco (2020), lungometraggio d'animazione co-prodotto con Enanimation[5][6]
- Gigantosaurus (2019)
- Gormiti (2018)
- Dragonero - I Paladini (2022)

### Rai 1
- The Voice Kids
- Junior Eurovision Song Contest (2022-2023)

### Rai 2
- L'albero azzurro
- Social King
- Random/Cartoon Flakes, contenitore in co-produzione con Rai Fiction
- Cartoon Magic[7]
- Junior Eurovision Song Contest (dal 2024)

### Rai Yoyo
- Melevisione[8]
- Il videogiornale del Fantabosco[8]
- È domenica papà
- L'albero azzurro
- Le storie di Gipo
- Gormiti

### Rai Gulp
- Pausa Posta
- Social King Replay
- Tiggì Gulp[8] (co-prodotto con il TG3)
- Gulp Magic, con Raul Cremona (2014-2017)
- Ciak Gulp con Angelica Palmieri e i vlogger Kiara Emanuele, Tiko e Gabriella Giliberti (2017-2018)
- Gulp Music con Celeste Savino (2017-2018)
- Top music con Federica Carta (2018)
- Teen Voyager con Roberto Giacobbo (2018)
- Junior Eurovision Song Contest (2014-2021)
- Rob-O-Cod con Silvia Lavarini e Matteo Sintucci (dal 2019)
- Gulp Extra, condotto da Roberta Gangeri, contenitore televisivo documentaristico (dal 2019)[9][10]
- Missione Spazio Reloaded con Linda Raimondo (2019)
- Space to Ground con Linda Raimondo (2020) in co-produzione con KR1
- #Explorers 2019/2020, magazine[1] scritto da Paola Angioni con Stefano Acunzo e Kiara Emanuele
- Gormiti

## Loghi

27 aprile 2010 – 10 aprile 2017
10 aprile 2017 – 20 settembre 2022
In uso dal 20 settembre 2022